# Uwe Dietrich Adam
Uwe Dietrich Adam (* 22. November 1940 in Berlin; † 22. November 1987) war ein deutscher Historiker.

## Leben
Uwe Dietrich Adam besuchte die Volksschule in Erfurt und nach mehreren Schulwechseln das Gymnasium Hechingen. Er leistete Wehrdienst und studierte ab 1964 an der Universität Tübingen Neuere Geschichte und Zeitgeschichte, Politikwissenschaft, Soziologie und Öffentliches Recht. Er wurde 1971 bei Gerhard Schulz und Otto Bachof promoviert und arbeitete ab 1972 an der Pädagogischen Hochschule Reutlingen als Assistent im Fach Wissenschaftliche Politik/Gemeinschaftskunde. 1984 bis 1987 war er Generalsekretär des Deutschen Koordinierungsrates der Gesellschaften für Christlich-Jüdische Zusammenarbeit e. V. in Frankfurt/Main.
Sein Buch Judenpolitik im Dritten Reich wurde zum Standardwerk; es erschien 1972 und wurde mehrmals – zuletzt 2003 – neu aufgelegt. Raul Hilberg urteilte über Adam: „Als ein Forscher mit tiefen Einsichten stellte er Fragen, die andere übersahen.“ Adam habe einen aufschlussreichen Grundzug des Nationalsozialismus erkannt: Dass Entscheidungen schrittweise fielen und sich Entscheidungsverfahren weiterentwickelten zum Gesetz mit Verordnungen bis zu befehlslosem Handeln. Dieter Pohl bezeichnete die Arbeit Adams als „bahnbrechend“; er habe als erster deutscher Historiker die Gradlinigkeit der Entwicklung bis zum Massenmord in Frage gestellt.
Mark Roseman lobte das Buch in einem 2013 veröffentlichten Beitrag als eine „heute noch unverzichtbare Lektüre“. Nicolas Berg zeigte sich 2013 verwundert, warum Historiker wie Christian Streit, Hans-Heinrich Wilhelm und Uwe Dietrich Adam, die alle ihre großen Arbeiten in den 70er Jahren vorgelegt haben, weder an die Universitäten berufen, noch ihre Arbeiten in der Öffentlichkeit wahrgenommen wurden.
Hilberg unterstützte die (vergebliche) Bewerbung Adams für die Position eines stellvertretenden Direktors am Institut für Zeitgeschichte (IfZ) mit einem Empfehlungsschreiben vom 23. September 1982.

## Veröffentlichungen

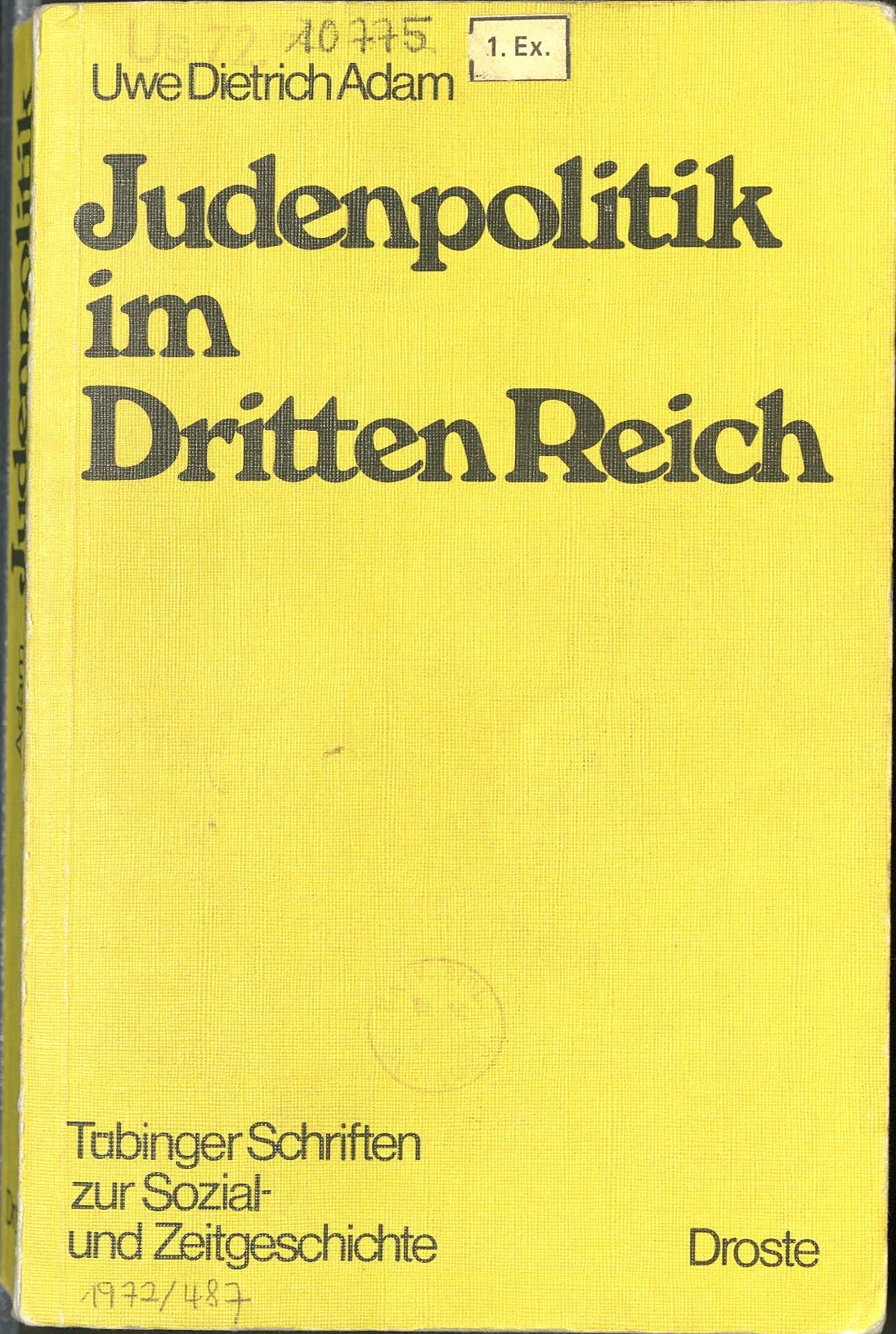
Dissertation (1972)

- Judenpolitik im Dritten Reich. Droste, Düsseldorf 1972, zuletzt als unveränderter Nachdruck der Originalausgabe mit einem Vorwort von Günther B. Ginzel, Droste, Düsseldorf 2003, ISBN 3-7700-4063-5.
- Abgeordnetenmandat und Parteienwechsel: zu einem Problem unserer politischen Ordnung; In: Politische Vierteljahresschrift, ISSN 0720-4809, Bd. 13 (1972), 3, S. 300–310
- Anmerkungen zu methodologischen Fragen in den Sozialwissenschaften: das Beispiel Faschismus und Totalitarismus; In: Politische Vierteljahresschrift, ISSN 0720-4809, Bd. 16 (1975), 1, S. 55–88
- Kontinuität, Konflikt, Wandel: Überlegungen zu einer Neuorientierung der Didaktik der Politik; In: Aus Politik und Zeitgeschichte, ISSN 0479-611X (1975), 29, S. 1–20
- Hochschule und Nationalsozialismus. d. Univ. Tübingen im Dritten Reich Franz Steiner Verlag, 1977, ISBN 978-3-16-939602-3
- Wie spontan war der Pogrom? In: Walter H. Pehle (Hg.), Der Judenpogrom 1938. Von der "Reichskristallnacht" zum Völkermord; Fischer, Frankfurt/Main 1988, S. 74–93.
- Die CDU in Württemberg-Hohenzollern; in: Die CDU in Baden-Württemberg und ihre Geschichte. Hg. von Paul-Ludwig Weinacht. 1978, 236–247
- The Gas Chambers. In: François Furet (Hg.), Unanswered questions. Nazi Germany and the genocide of the Jews, New York 1989, S. 134–154
- Nazi actions concerning the Jews between the beginning of World War II and the German attack on the USSR. In: Francois Furet (Hg.), Unanswered questions. Nazi Germany and the genocide of the Jews, New York 1989, S. 84–95